# Fagner Ribeiro da Costa
Fagner Ribeiro da Costa (sinh ngày 24 tháng 8 năm 1990) là một cầu thủ bóng đá người Brasil.

## Sự nghiệp câu lạc bộ
Fagner Ribeiro da Costa đã từng chơi cho Montedio Yamagata và Albirex Niigata.

## Thống kê câu lạc bộ

### J.League
| Đội               | Năm       | J.League | J.League | J.League Cup | J.League Cup | Tổng cộng | Tổng cộng |
| Đội               | Năm       | Trận     | Bàn      | Trận         | Bàn          | Trận      | Bàn       |
| ----------------- | --------- | -------- | -------- | ------------ | ------------ | --------- | --------- |
| Montedio Yamagata | 2009      | 1        | 0        | 0            | 0            | 1         | 0         |
| Albirex Niigata   | 2010      | 9        | 1        | 3            | 0            | 12        | 1         |
| Tổng cộng         | Tổng cộng | 10       | 1        | 3            | 0            | 13        | 1         |